# Templo Madhya Kailash
El templo Madhya Kailash es un templo hindú en Midrand, Sudáfrica.El templo está dedicado al señor Shiva,que es la forma tiempo y espacio al Dios Supremo del shivaísmo,una de las principales ramas del hinduismo.El residente del templo es Guru Nadarajah Sarma.Fue construido recientemente debido al aumento de la prominente de la comunidad hindú en la zona.
- Datos: Q6727585